# 고요의 바다 (드라마)
《고요의 바다》(영어: The Silent Sea)는 넷플릭스에서 2021년 12월 24일부터 방영된 대한민국의 공상 과학, 미스터리, 스릴러 드라마이다. 배두나, 공유, 이준, 김선영, 허성태 등이 출연한다.

## 줄거리
《고요의 바다》는 2075년을 배경으로 한 SF 웹 드라마이다. 특수 임무를 받고 필수 자원이 고갈된 지구를 떠나 달에 버려진 연구기지로 향한 대원들의 이야기를 담았다.

## 제작진

### 제작
- 정우성

### 제작사
- 아티스트컴퍼니
- 아티스트스튜디오

### 연출
- 최항용 : ( 영화 《고요의 바다》(2014, 연출) 등 연출 )

### 극본
- 박은교 : ( 영화 《이해하지?》(감독), 영화 《자전거 경주》(감독), 영화 《미쓰 홍당무》(각본 & 스텝), 영화 《키친》(각색 & 스텝), 영화 《마더》(각본 & 스텝), 영화 《네버엔딩 스토리》(각본 & 스텝)

### 기획
- 정우성

## 등장인물

### 주요인물[2]
- 배두나 : 송지안 역 - 차가워보이고 직설적인 성격의 송지안은 저명한 우주 생물학자이다. 그녀를 괴롭히던 비밀을 확인하기 위해 탐사대에 합류하는 캐릭터.

- 공유 : 한윤재 역 - 우주항공국 최연소 탐사 대장으로, 대원들의 안전을 최우선으로 여기며 자기희생을 마다하지 않고 늘 임무의 최전방에 서는 인물.

- 이준 : 류태석 역 - 수수께끼의 국방부 엘리트 출신 수석 엔지니어.

- 김선영 : 홍가영 역 - 팀 닥터.

- 허성태 : 김재선 역 - 대한민국 우주항공국 자원팀 소속 과장.

- 이무생 : 공수혁 역 - 보안팀장.

- 이성욱 : 김 썬 역 - 우주선 조종사.

- 강말금 : 송원경 역

- 정우성 : 목소리 출연

## 같이 보기
- 달 착륙